# جويدو كانيتي
جويدو مارتن كانيتي ألفاريز (بالإسبانية: Guido Martín Cannetti Álvarez؛ مواليد 19 ديسمبر 1979) هو مُقاتل فنون قتالية مختلطة أرجنتيني.

## وصلات خارجية
- جويدو كانيتي على موقع يو إف سي (الإنجليزية)
- جويدو كانيتي على موقع شيردوغ (الإنجليزية)
- جويدو كانيتي على موقع Tapology.com (الإنجليزية)
- جويدو كانيتي على موقع IMDb (الإنجليزية)
- جويدو كانيتي على موقع قاعدة بيانات الفيلم (الإنجليزية)